# Messeturm Rostock

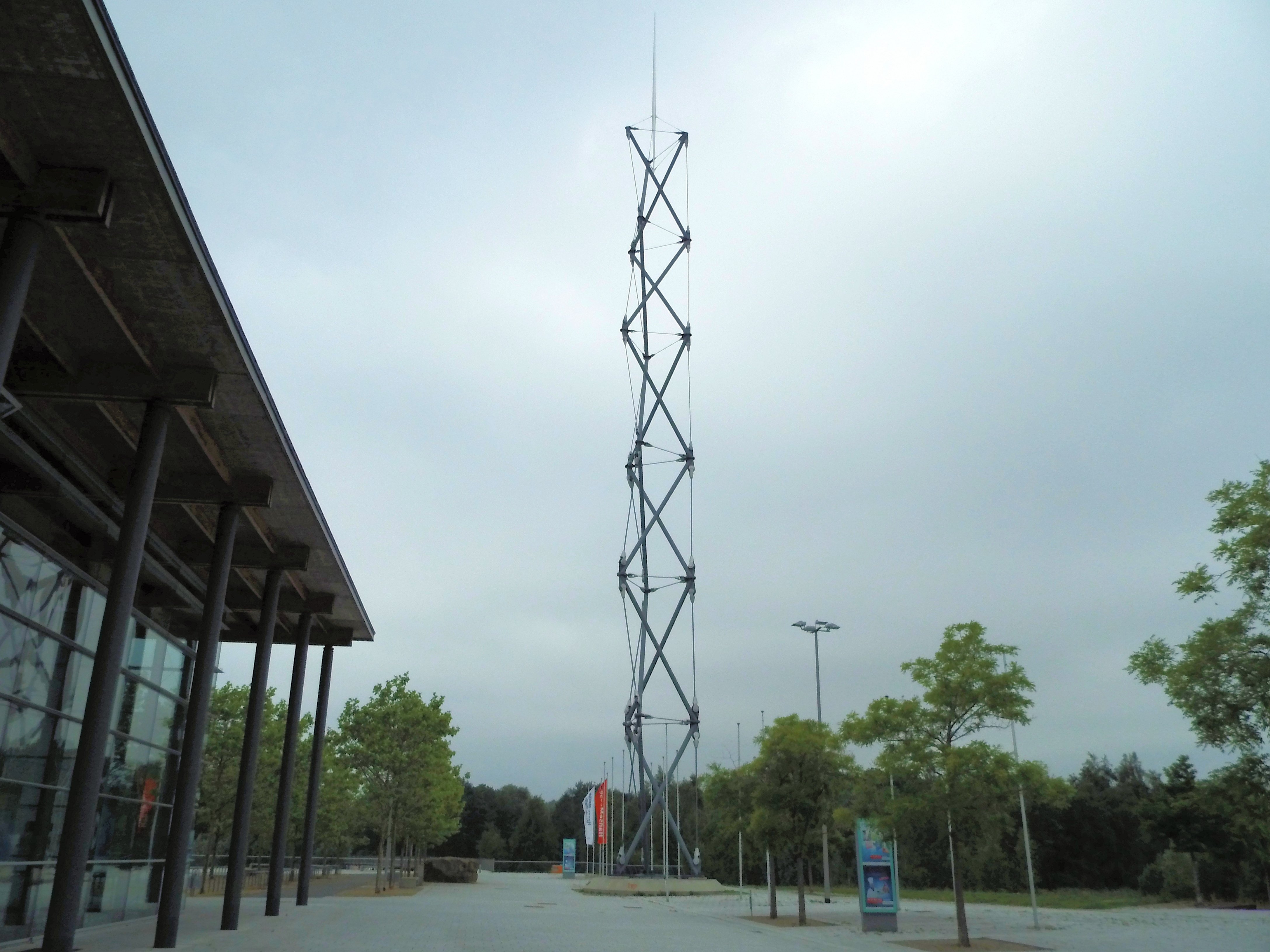
Messeturm vom IGA-Park aus

Der 62,3 Meter hohe Messeturm Rostock ist das 2003 errichtete Wahrzeichen der Rostocker Messe- und Stadthallengesellschaft mbH und steht auf dem Gelände der HanseMesse Rostock. Der von Gerkan, Marg und Partner in Berlin entworfene Turm ist eine der höchsten Tensegrity-Konstruktionen und kann bei Wind bis etwa einen Meter schwanken. Der Messeturm Rostock besteht aus sechs sogenannten „Twist-Elementen“ von 8,3 Metern Höhe.